# Tommaso Rangone

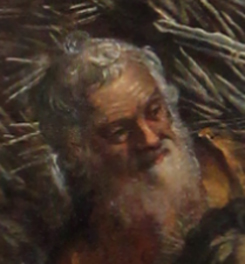
Der Auftraggeber Tommaso Rangone in Jacopo Tintorettos Gemälde Die Bergung des Leichnams des heiligen Markus (1566)

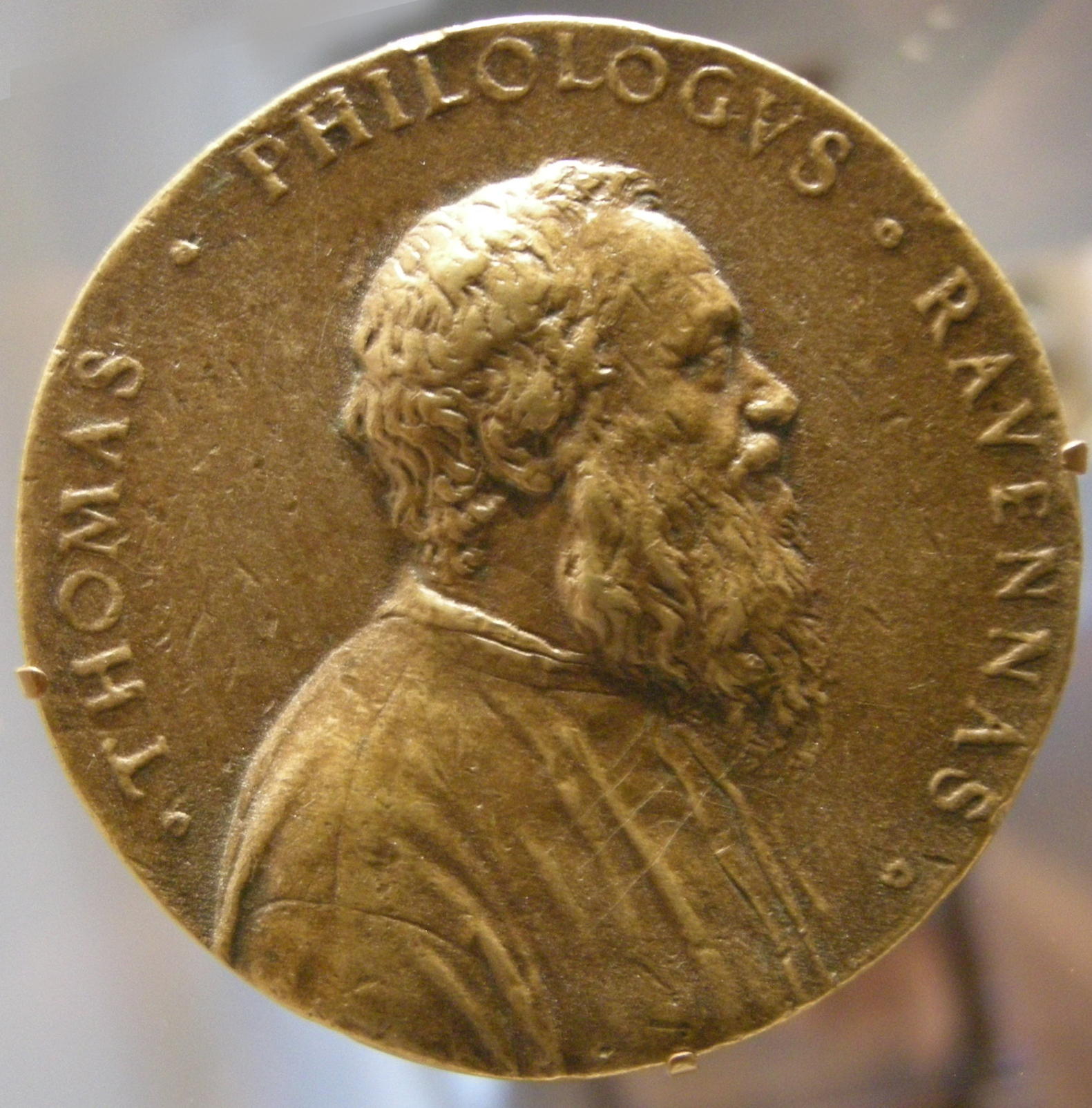
Alessandro Vittoria: Tommaso Rangone (1558)

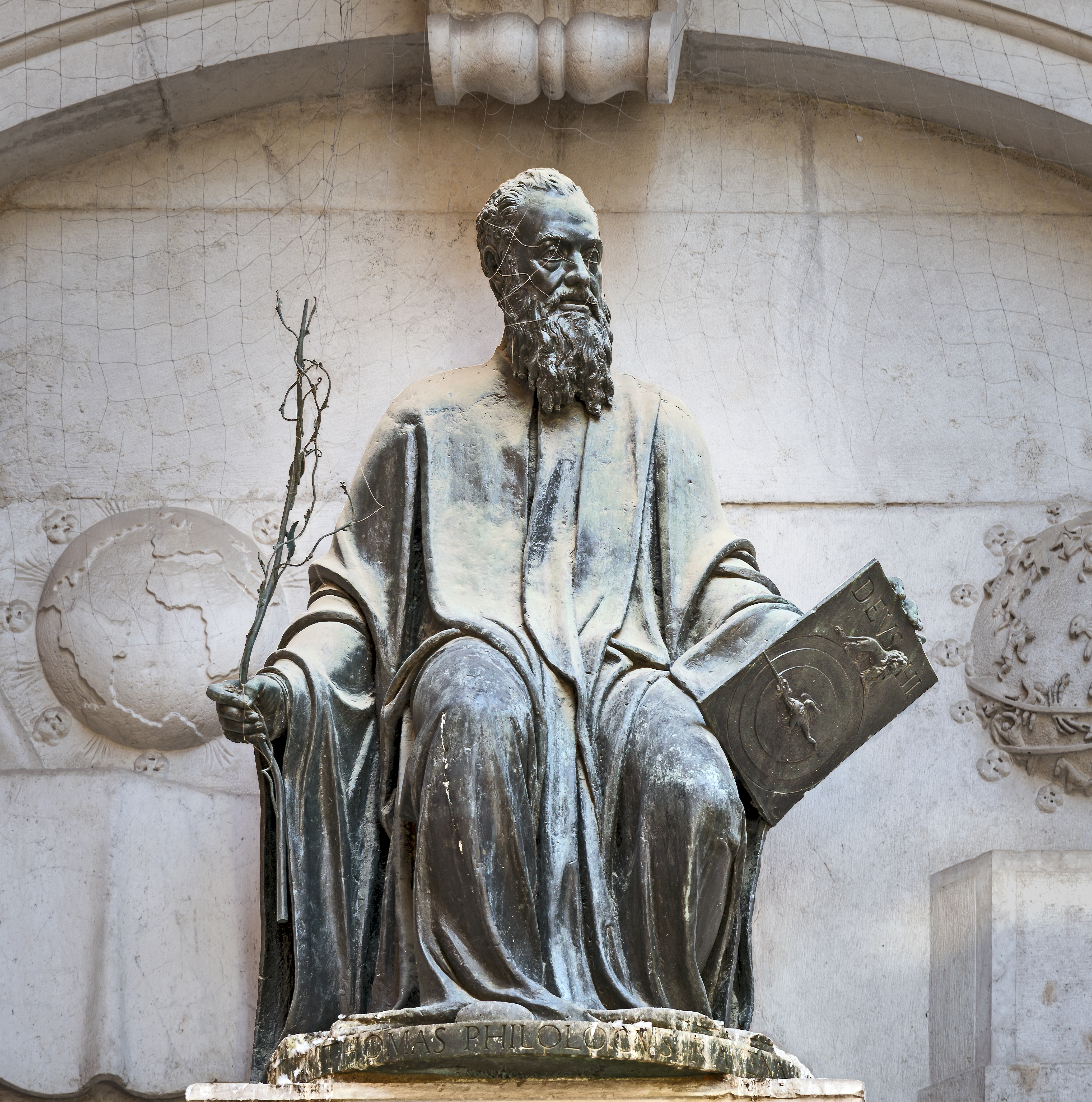
Jacopo Sansovino: Tommaso Rangone an der Kirche San Zulian

Tommaso Rangone (geboren als Tommaso Giannotti im August 1493 in Ravenna; gestorben 10. September 1577 in Venedig) war ein italienischer Arzt, Astrologe und Mäzen. Er wurde bekannt als Verfasser umfangreicher medizinischer Schriften und als Mäzen berühmter Künstler und Auftraggeber von bedeutenden Bauten.

## Leben
Tommaso Giannotti studierte ab ungefähr 1510 Medizin an der Universität Bologna und wurde 1516 zum Doktor der Medizin promoviert. Er ging nach Rom und fand dort Förderer und schuf sich nützliche Kontakte. Er studierte Mathematik und Astrologie an der Universität Padua und beendete das Studium 1521. Rangone erhielt eine Stelle als Arzt und Astrologe bei Guido I Rangoni am Hof von Modena und nahm den Namen Rangone an. Rangone war danach am Hof in Mantua tätig und ging dann nach Venedig, wo er zum Marinearzt berufen wurde. In Venedig gelangte er durch den Verkauf von Fantasiemedikamenten zu Reichtum. Ab 1514 gab er astrologische Schriften heraus, in denen das Geschehen der Folgejahre prognostiziert wurde.
Rangone verfasste mehrere Schriften über medizinische Themen, sowohl in Latein als auch in Volgare. 1553/54 finanzierte er die Fassade für die bauliche Sanierung der Kirche San Zulian durch die Architekten Jacopo Sansovino und Alessandro Vittoria. Vittoria schlug Medaillen mit seinem Porträt und schuf auch eine Büste Rangones, die in der Kirche San Geminiano aufgestellt wurde. 1562 beauftragte er Jacopo Tintoretto mit dem Gemälde Die Bergung des Leichnams des heiligen Markus. Er wurde 1562 vom Dogen Gerolamo Priuli zum Ritter von Sankt Markus geschlagen.
Rangone hatte für seinen Tod eine spektakuläre Begräbnisfeier bestellt, ein Grabmal beim Bildhauer Jacopo Sansovino in Auftrag gegeben und eine ihn verherrlichende Grabinschrift für die Kirche San Zulian. Die Grabtafel befindet sich heute im Museo lapidario del Seminario Patriarcale di Venezia.

„THOMAS PHILOLOGUS RAVENNAS/ RANGONUS PHYSICUS EQ. COMES MA/ BI PALATI. RAV. PAD. MENTE SEMPER TOTA/ AC ANIMO IN DEUM, ET QUAE DEI SUNT/ VIRTUTEM, ET PIETATEM PERPETUO/ INTENTUS, DIVO THOMA CHRISTIANAE/ FIDEI APPROBO. HISQ. OMNIBUS/ SANCTUM SEPULCHRUM SACRUM/ CAELI PALATIUM ILLUSTRAVIT.“